# Сине-красный лори
Сине-красный лори (лат. Eos histrio) — птица отряда попугаеобразных.

## Внешний вид
Длина тела 31 см.

## Распространение
Эндемик островов Талауд (Индонезии).

## Угрозы и охрана
Вымирающий вид. Отлов на продажу и разрушение естественной среды обитания привели к резкому сокращению численности этих попугаев. Ареал их теперь ограничен островами Талауд и севером острова Сулавеси. В XX веке эти попугаи исчезли с островов Сангихе, Сиау и Тагуланданг. В настоящее время численность популяции оценивается в 5 000—10 000 особей. Численность продолжает снижаться.

## Классификация
Вид включает 2 подвида:
- Eos histrio challengeri Salvadori, 1891
- Eos histrio histrio (Statius Muller, 1776)

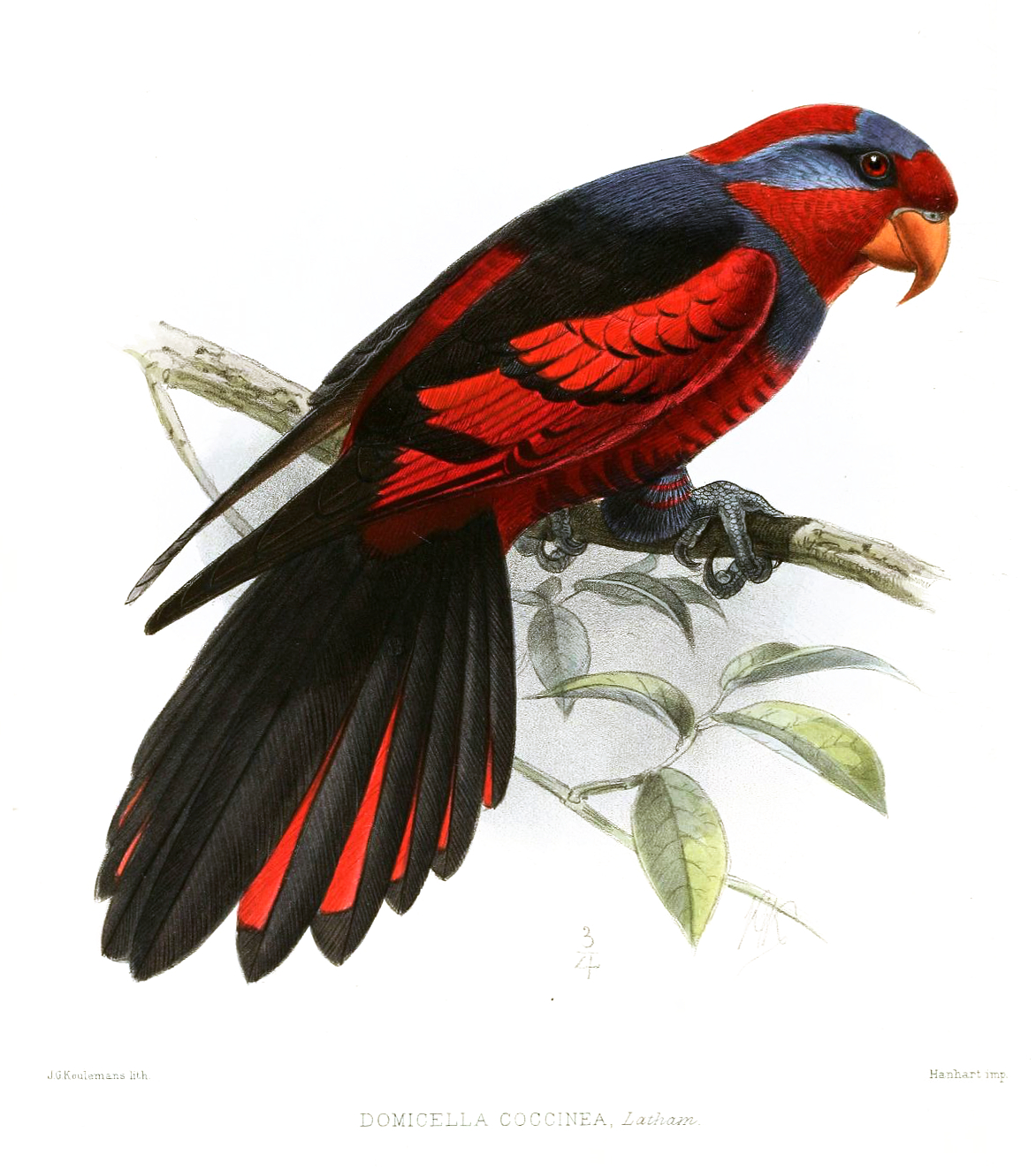
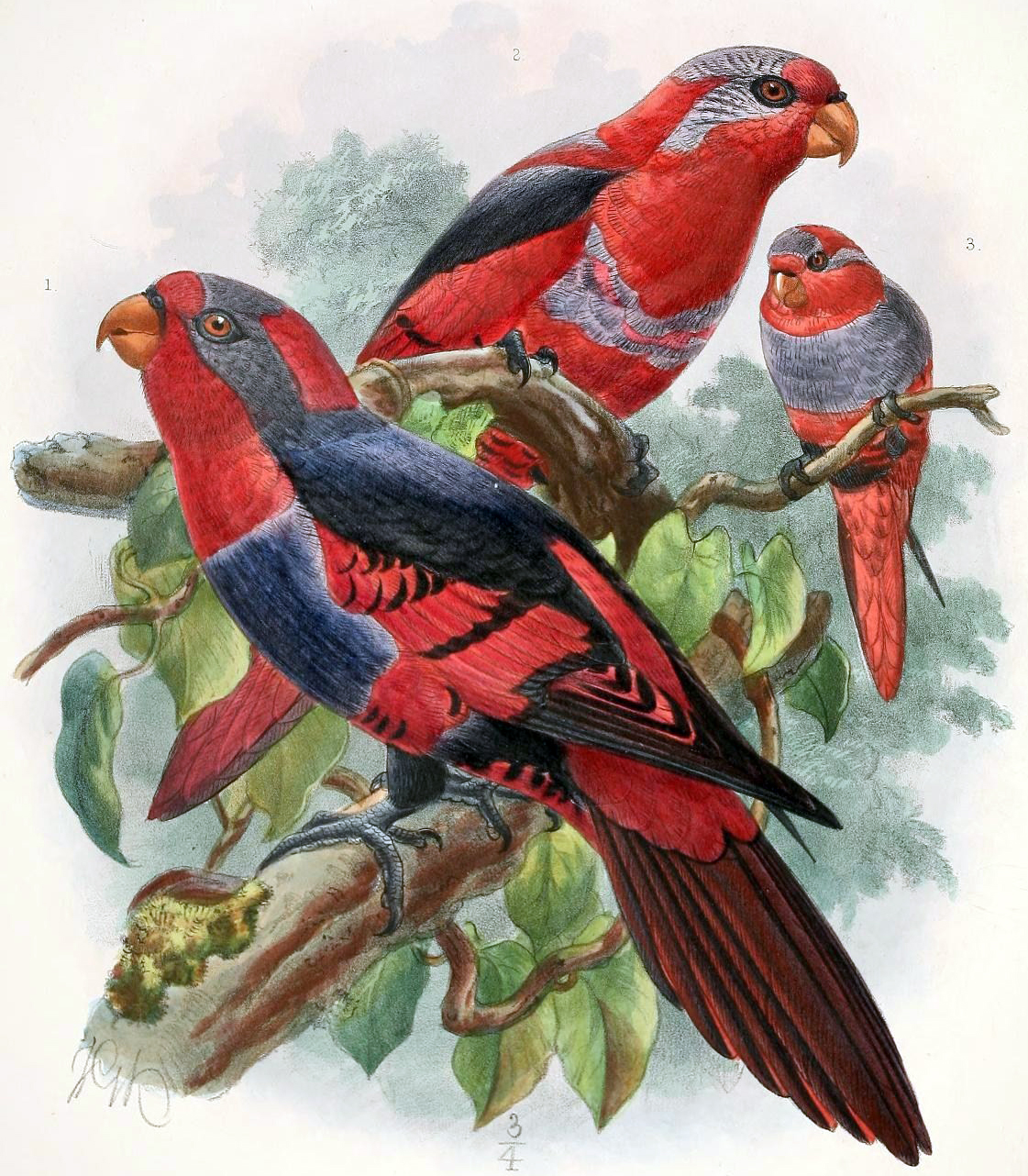